# Distenia dissimilis
Distenia dissimilis là một loài bọ cánh cứng trong họ Cerambycidae.